# 姚庆三
姚庆三（1911年—1989年11月18日），名积坤，字庆三，以字行，男，浙江鄞县人，生于日本山口市 中華民國大陸時期时期金融家、货币学家。中国抗日战争时期国民政府法币政策主要制定人。在中国最早系统介绍研究英国经济学家凯恩斯的学说，而被称为中国凯恩斯学派第一人。

## 生平
1924年，毕业于宁波效实中学。1929年，毕业于复旦大学。后赴法国留学，毕业于法国巴黎大学政治经济学院。学成回国后，历任上海法学院、复旦大学、大厦大学教授。1947年，出任上海交通大学工业管理系创系教授之一，该系模仿当时美国麻省理工学院之工业管理系。
抗日战争时期，曾任南京资源委员会国民经济研究所专员。曾历任上海金城银行总管理处分行副经理，新华银行香港分行副经理。1947年4月11日，与董浩云等在天津发起成立渤海海运局。1949年赴香港，是中银香港集团元老。曾任香港甬港联谊会会长。

## 学术
回国后曾详细研究了中国自明末以来和当时的米价波动。是中国最早详尽研究凯恩斯学说的经济学者，并将凯恩斯著作翻译成中文。其对凯恩斯学说大加赞赏，认为其著《通论》：“凯恩斯此书不愧为一空前之贡献……”。并预言凯恩斯学派将大昌其道：“……凯氏之新说已浸浸乎成为今后新经济学之柱石矣”。这些观点日后都得以验证。
1934年，中国白银大量外流，与顾翊群等提出放弃银本位，实施管理通货制，是为国民政府发行战时法币的政策基础。

## 家族
家族源自慈溪姚氏。

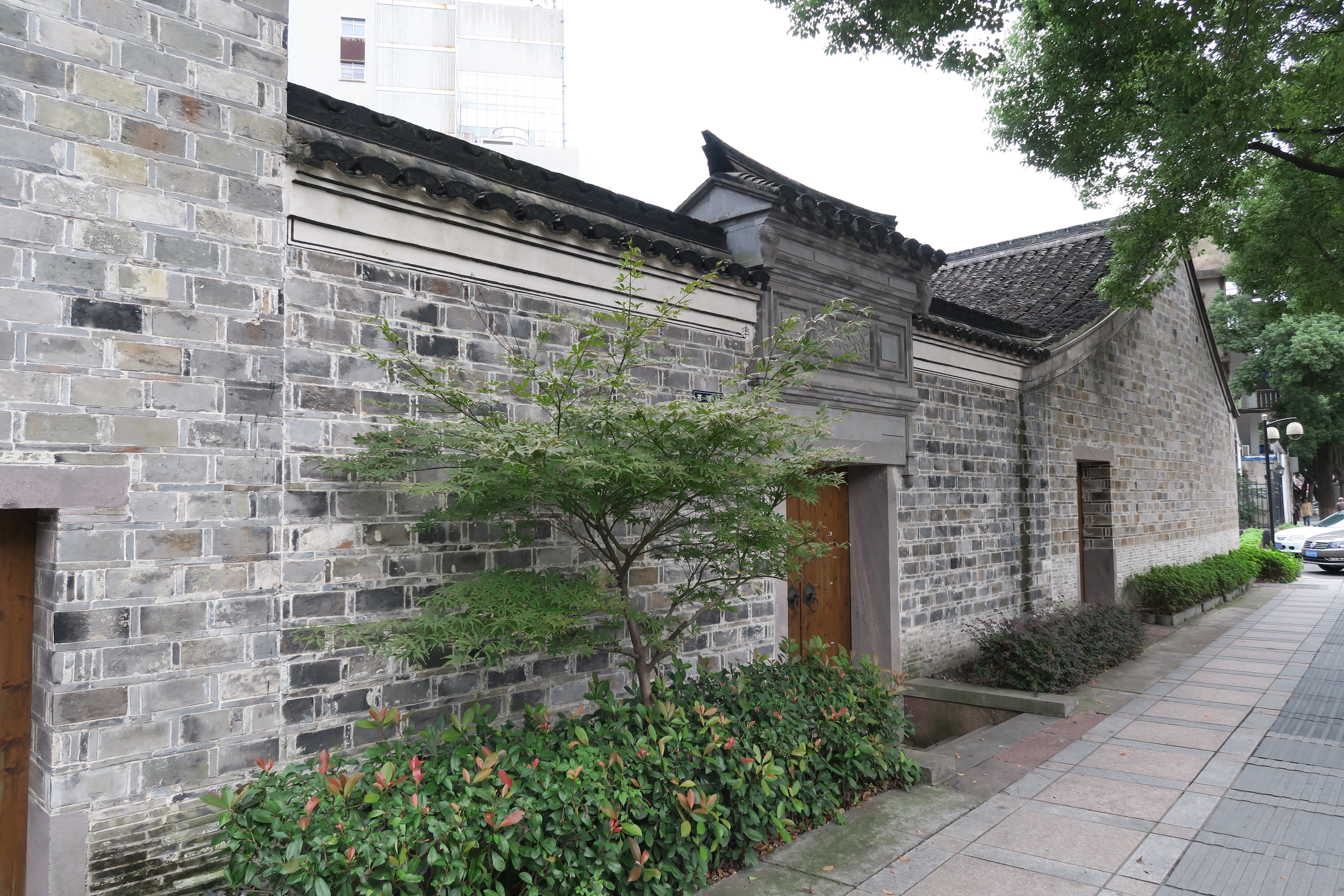
莲桥街姚宅

今在宁波海曙区光明巷遗有姚庆三祖居，民间俗称“姚家大院”或“莲桥第姚宅”。外甥女屠呦呦，2015年诺贝尔医学或生理学奖得主，自小在姚家长大。

## 代表著作
- 1934年：《财政学原论》，中国最早的财政学教材。
- 1935年：《金融论丛》，对中国当时钱庄作了详细研究。
- 1935年：《上涨米市调查》，与昂觉民合著。
- 1936年：《无锡米市调查》，与羊冀成合著。
- 1938年：《现代货币思潮及世界币制趋势》，上海国民经济研究所出版。
- 《中国金融问题之回顾与前瞻》